# Run the Jewels (album)
Run the Jewels er det selvbetitlet debutalbum af den amerikanske hiphop duo Run the Jewels, som består af rapper og producer El-P og rapper Killer Mike. Albummet blev udgivet den 26. juni 2013 igennem pladeselskabet Fool's Gold Records.

## Spor
| Run the Jewels | Run the Jewels                                      | Run the Jewels                                                       | Run the Jewels                       | Run the Jewels | Run the Jewels | Run the Jewels | Run the Jewels | Run the Jewels | Run the Jewels |
| #              | Titel                                               | Sangskriver(e)                                                       | Producer                             | Længde         |                |                |                |                |                |
| -------------- | --------------------------------------------------- | -------------------------------------------------------------------- | ------------------------------------ | -------------- | -------------- | -------------- | -------------- | -------------- | -------------- |
| 1.             | "Run the Jewels"                                    | Jaime Meline • Michael Render                                        | El-P • Little Shalimar               | 3:30           |                |                |                |                |                |
| 2.             | "Banana Clipper" (featuring Big Boi)                | Meline • Render • Antwan Patton                                      | El-P                                 | 2:51           |                |                |                |                |                |
| 3.             | "36" Chain"                                         | Meline • Render                                                      | El-P • Little Shalimar               | 2:52           |                |                |                |                |                |
| 4.             | "DDFH"                                              | Meline • Render                                                      | El-P                                 | 3:05           |                |                |                |                |                |
| 5.             | "Sea Legs"                                          | Meline • Render                                                      | El-P                                 | 3:40           |                |                |                |                |                |
| 6.             | "Job Well Done" (featuring Until the Ribbon Breaks) | Meline • Render • Peter Lawrie-Winfield • Elliot Wall • James Gordon | El-P • Little Shalimar • Wilder Zoby | 2:59           |                |                |                |                |                |
| 7.             | "No Come Down"                                      | Meline • Render                                                      | El-P • Little Shalimar               | 3:28           |                |                |                |                |                |
| 8.             | "Get It"                                            | Meline • Render                                                      | El-P                                 | 3:00           |                |                |                |                |                |
| 9.             | "Twin Hype Back" (featuring Prince Paul)            | Meline • Render • Paul Huston                                        | El-P • Little Shalimar • Wilder Zoby | 3:12           |                |                |                |                |                |
| 10.            | "A Christmas Fucking Miracle"                       | Meline • Render                                                      | El-P • Little Shalimar               | 4:21           |                |                |                |                |                |
| 32:58          |                                                     |                                                                      |                                      |                |                |                |                |                |                |